# Sós Mária
Sós Mária (Budapest, 1948. augusztus 12. – Budapest, 2011. május 18.) Balázs Béla-díjas (1996) film- és tv-rendező, egyetemi tanár. Lánya, Lányi Fruzsina (1978) díszlet- és jelmeztervező.

## Életpályája
Szülei: Sós-Smilovits Imre és Földes Éva voltak. 1962–1966 között a Berzsenyi Dániel Gimnáziumban tanult. Már középiskolásként amatőrfilmeket készített, az érettségi után pedig vágó- és majd rendezőasszisztensként dolgozott a Magyar Televíziónál 1966–1971 között. 1971–1975 között a Színház- és Filmművészeti Főiskolán szerzett diplomát Máriássy Félix osztályában film- és tévérendező szakon. 1976-tól a Magyar Televízió rendezője volt. 1995-ig a Tv-rendezői Kamara ügyvivője volt. 1997-től a talkshow-k rovatvezetője volt. 2003-tól a Magyar Televízió főmunkatársa volt.
Tanított az ELTE Bölcsészettudományi Karán, a Mozgóképelméleti Szakon. Elnöke volt a Magyar Rendezők Céhének és a FILMJUS Alapítvány Kuratóriumának.

## Filmjei
- Adalék (1974)
- Érettségi nélkül (1975)
- Csak ülök és mesélek (1976-1978)
- Mindenki cirkusza (1978)
- Az örök Don Juan I.-II. (1979)
- Boldogtalan kalap (1980)
- Városbújócska (1985)
- A férfi, aki virágot hord a szájában (1989)
- ...Éva Ruttkai összes titkai - Ruttkai Éva 65. születésnapjára (1992)
- Közjáték (Karinthy Frigyes, Albert Schweitzer, 1992-1993)
- Pártütők (1994)
- A Király utcából indult (1995)
- Kardos G. György hét napja (1996)
- A nagy fejedelem (1997)
- A hetedik szoba (2003)
- A budapesti misszió (2003)
- Amikor a magyarok síelni mentek Finnországba (2003)
- A történelem rejtett oldala (2003)
- Hét rongy (2004)
- Könyveskép - Nyolclábú tükör (2004-2007)
- Jajgatán (2008)

## Díjak
- Balázs Béla-díj (1996)